# لورد فريدريك سبنسر هاميلتون
لورد فريدريك سبنسر هاميلتون (بالإنجليزية: Lord Frederick Spencer Hamilton)‏ هو مؤلف ودبلوماسي وكاتب وسياسي بريطاني، ولد في 13 أكتوبر 1856، وتوفي في 11 أغسطس 1928. حزبياً، نشط في حزب المحافظين. في الانتخابات العمومية البريطانية 1885 ‏، انتخب عضو برلمان المملكة المتحدة الـ23 عن دائرة Manchester South West ‏ (24 نوفمبر 1885 – 26 يونيو 1886) وفي الانتخابات العمومية البريطانية 1892 ‏، انتخب عضو برلمان المملكة المتحدة الـ25 عن دائرة North Tyrone (UK Parliament constituency) ‏ (4 يوليو 1892 – 8 يوليو 1895).